# Langrish
Langrish – wieś w Anglii, w hrabstwie Hampshire, w dystrykcie East Hampshire. Leży 28 km na wschód od miasta Winchester i 83 km na południowy zachód od Londynu.